# Fiat 512
El modelo Fiat 512 es un imponente automóvil fabricado por el constructor Italiano Fiat entre 1926 y 1928. Se construyó sobre el mismo chasis y con la misma mecánica que el modelo que reemplazó, el Fiat 510, pero con un nuevo cuerpo. Se suministró con las versiones comunes de la época, a saber, sedán, torpedo, coupé, descapotable y landaulet o limusina. Tenía seis asientos [1]. En comparación con el modelo anterior, se modificaron la suspensión y los frenos, que estaban en las cuatro ruedas.
Iba equipado con un motor de seis cilindros con 3446 cm³. El encendido era un imán y la caja de cambios de cuatro velocidades. Alcanzó los 80 km / h. Tenía una potencia de 46 CV a 2400 rpm.
Su producción fue de apenas 2 583 ejemplares y se destinó esencialmente a la exportación, a países como Gran Bretaña y Australia, especialmente.